# Comuna Comana, Constanța
Comana este o comună în județul Constanța, Dobrogea, România, formată din satele Comana (reședința), Pelinu și Tătaru.

## Istoric
Comuna Comana este formată din trei sate: Comana, Tătaru și Pelinu. Satul Comana era în secolul XIX un mic, dar vechi sat turcesc a cărui dată de înființare nu se cunoaște. Acest sat se numea Mustafa ACI, numit de românii veniți după 1877 MUSTAFACI. Traducerea numelui în limba română ar fi „Mustafa de lângă pom”. În ambele versiuni era probabil vorba de Mustafa, unul dintre primii locuitori ai satului.
Actualul nume al satului i-a fost atribuit după numeșe unuia dintre primii locuitori ai lui, Teodor Comănescu. Primii coloniști au venit după 1877, dar un grup masiv de împroprietăriți a venit în anul 1893 din Albești și Urluiasca, județul Olt.
Satul Tătaru a fost întemeiat de tătarii care s-au retras din Crimeea. Primii coloniști tătari au găsit în momenztul venirii trei bulgari care aveau o mică fermă agricolă și o moară de vânt. Majoritatea locuitorilor erau săraci și lucrau pe pământul celor mai avuți din sat. Vechea denumire a satului Tătaru era AZAPLAR care în traducere liberă înseamnă „apă adâncă”.
Satul Pelinul era unul din cele mai vechi sate turcești din această zonă ca și Mustafaci. După 1877 după plecarea în cea mai mare parte a locuitorilor turci, majoritatea locuitorilor o formau tătarii. Primii coloniști români care au primit pământ aici au fost mocanii din Sibiu. Printre aceștia se numărau Stoia, Paraipan și C. Nistor. Vechea denumire a satului era CARACHIOI care în traducere liberă înseamnă „satul negru” din cauza secetei cumplite.
Satul Orzari (în trecut Erebiler) a fost comasat cu satul Comana în urma reformei administrative din 1968.

## Demografie
Componența etnică a comunei Comana
     Români (84,01%)
     Tătari (5,98%)
     Turci (1,1%)
     Alte etnii (0,31%)
     Necunoscută (8,6%)
Componența confesională a comunei Comana
     Ortodocși (82,86%)
     Musulmani (6,96%)
     Alte religii (1,46%)
     Necunoscută (8,72%)
Conform recensământului efectuat în 2021, populația comunei Comana se ridică la 1.639 de locuitori, în scădere față de recensământul anterior din 2011, când fuseseră înregistrați 1.804 locuitori. Majoritatea locuitorilor sunt români (84,01%), cu minorități de tătari (5,98%) și turci (1,1%), iar pentru 8,6% nu se cunoaște apartenența etnică. Din punct de vedere confesional, majoritatea locuitorilor sunt ortodocși (82,86%), cu o minoritate de musulmani (6,96%), iar pentru 8,72% nu se cunoaște apartenența confesională.

## Politică și administrație
Comuna Comana este administrată de un primar și un consiliu local compus din 11 consilieri. Primarul, Erdal Osman[*], de la Partidul Național Liberal, este în funcție din 1 noiembrie 2024. Începând cu alegerile locale din 2024, consiliul local are următoarea componență pe partide politice:
|  | Partid                          | Consilieri | Componența Consiliului | Componența Consiliului | Componența Consiliului | Componența Consiliului | Componența Consiliului | Componența Consiliului |
|  | ------------------------------- | ---------- | ---------------------- | ---------------------- | ---------------------- | ---------------------- | ---------------------- | ---------------------- |
|  | Partidul Național Liberal       | 6          |                        |                        |                        |                        |                        |                        |
|  | Alianța pentru Unirea Românilor | 3          |                        |                        |                        |                        |                        |                        |
|  | Partidul Social Democrat        | 2          |                        |                        |                        |                        |                        |                        |

## Personalități născute aici
- Șahip Bolat Abdurrahim (1893 - 1978), lider spiritual al tătarilor crimeeni.